# Udo (île)
Pour les articles homonymes, voir Udo.
Udo (en coréen : 우도) est une île située dans la province de Jeju-do en Corée du Sud. Elle se situe à 3,5 km à l'Est de l'île principale de Jeju.
Udo, littéralement «île de la vache» en chinois, porte ce nom parce qu'elle ressemble à une vache couchée. L'ensemble de l'île d'Udo est un plateau de lave et une plaine fertile, où les principaux produits agricoles sont les patates douces, l'ail et les arachides.
L'île d'Udo est l'un des endroits les plus visités de Jeju-do où environ un million de personnes visitent l'île chaque année.